# Aoba (Jokohama)
Aoba (jap. 青葉区 Aoba-ku) – jedna z 18 dzielnic Jokohamy, stolicy prefektury Kanagawa, w Japonii. Ma powierzchnię 35,22 km². W 2020 r. mieszkało w niej 310 699 osób, w 133 422 gospodarstwach domowych  (w 2010 r. 304 335 osób, w 120 175 gospodarstwach domowych).
Dzielnica została założona 6 listopada 1994 roku. Położona jest w północno-wschodniej części miasta. Graniczy z dzielnicami Midori i Tsuzuki, a także miastami Kawasaki i Machida.
Na terenie dzielnicy znajdują się uczelnie Tōin University of Yokohama, Nippon Sport Science University, Caritas Junior College i Yokohama College of Art and Design.

## Miejscowe atrakcje
- Park Tematyczny Kodomonokuni